# Kwatera Hansa Lammersa
Kwatera Hansa Lammersa (kryptonim „Wendula”) – kwatera szefa Kancelarii Rzeszy Hansa Lammersa, zlokalizowana  w lesie (na lewo) za wsią Radzieje (województwo warmińsko-mazurskie), obok linii kolejowej Kętrzyn – Węgorzewo.

## Historia
Była to najmniejsza z niemieckich kwater dowodzenia na Mazurach. Użytkowane obiekty rozmieszczone były wzdłuż betonowej drogi w kształcie litery S. Przy zakończeniach tej drogi zachowały się nieduże betonowe parkingi. Na terenie kwatery znajdują się dwa żelbetowe schrony  położone  przy zakończeniach wymienionej drogi. Większy ze schronów ma wymiary 22 × 15 m. Od niego wzdłuż linii drogi znajdowało się  7  murowanych z cegły baraków o wymiarach 50 × 12 m (pozostały tylko fundamenty). Mniejszy schron ma wymiary 9 × 7,5 m. Od tego schronu, także wzdłuż  linii drogi ustawione były baraki drewniane. Kwatera posiadała pełną infrastrukturę techniczną (studnia głębinowa, kanalizacja) i otoczona była  zasiekami z drutów kolczastych. Przy kwaterze była bocznica kolejowa (rozładunek materiałów budowlanych) oraz stacja, na której zatrzymywał się pociąg motorowy relacji Wilczy Szaniec – kwatera „Anna” w Mamerkach. Lammers korzystał z tej kwatery w latach 1941–1944 – w tym samym czasie, gdy Adolf Hitler korzystał z Wilczego Szańca.
Do kwatery „Wendula” 20 sierpnia 1944 przeniósł się wydział operacyjny sztabu Naczelnego Dowództwa Wojsk Lotniczych (OKL) spod Gołdapi – front radziecki przybliżał się coraz bardziej.